# Rain (Britse band, 1988)
Rain was een Britse alternatieve rockband uit Liverpool.

## Bezetting
- Ned Murphy[2] (zang, gitaar)
- Colign Clarke[3] (zang, gitaar)
- Martyn Campbell[4] (zang, basgitaar)
- Tony McGuigan[5] (drums)
- Mark Robson

## Geschiedenis
De band werd in 1988 geformeerd in het Merseyside Trade Union Community and Unemployed Resource Centre in Huyton. Ze tekenden eind 1989 bij Columbia Records en begonnen op te nemen met Nick Lowe als producent. Niet gelukkig met de resultaten, brachten ze geen enkel materiaal uit tot 1991. Daarna kwam hun debuutsingle Lemonstone Desired uit, die zich plaatste in de Amerikaanse singlehitlijst (#95) en de bron was van enige consternatie, veroorzaakt door de beeltenis van een naakte vrouw op de hoes.
De band nam een sessie op voor de BBC Radio 1-show van Mark Goodier in maart van dat jaar. Deze werd gevolgd door het debuutalbum A Taste of Rain, te vergelijken met The Cream, R.E.M. en The Byrds en een single bevat het titelnummer van het album. Het album werd gevolgd door het heruitgebracht Lemonstone Desired, dat resulteerde in de laatste gezamenlijke publicatie, hoewel ze een postuum splitalbum deelden met The Real People in 1996 met voornamelijk nummers van hun album.

## Discografie

### Singles
- 1991: Lemonstone Desired (Columbia Records)
- 1991: A Taste of Rain (Columbia Records)
- 1991: Lemonstone Desired (Columbia Records) - herpublicatie

### Albums
- 1991: A Taste of Rain (Columbia Records)
- 1996: Liverpool: Calm Before the Storm (Columbia Records) - gesplitst met The Real People
- 2016: Ten Belters and a Slow One